# Jean Guillemot
Pour les articles homonymes, voir Guillemot.
Jean Guillemot est un homme politique français né le 13 février 1754 à Savigny-lès-Beaune (Côte-d'Or) et mort le 30 novembre 1837 à Dijon (Côte-d'Or).

## Biographie
Juge au tribunal de district de Beaune, il est élu député de la Côte-d'Or au Conseil des Cinq-Cents le 24 vendémiaire an IV, il reste au Corps législatif jusqu'en 1804. Chevalier d'Empire en 1809, il est président de chambre à la cour d'appel de Dijon en 1811.

## Sources
- « Jean Guillemot », dans Adolphe Robert et Gaston Cougny, Dictionnaire des parlementaires français, Edgar Bourloton, 1889-1891 [détail de l’édition]